# 国際女性同盟
国際女性同盟 (IAW; フランス語: Alliance Internationale des Femmes =AIF) は国際的な非政府組織で、世界の女性の人権、特に女性のエンパワーメントと開発問題さらにより広く男女共同参画に注力する（本拠地ジュネーブ）。設立当初は有数の国際的な女性参政権組織であった（本拠地ロンドン）。その後、重点を広く人権全般へと拡大、現在は世界各地の加盟団体が50超、会員数百万人を数える。現在、国連代表としてニューヨークで活躍する Soon-Young Yoon は女性の地位NGO委員会委員長職とNGO会議第1副会長を兼務。
日本では日本婦人有権者同盟（League of Women Voters of Japan）が加盟していたが、2016年4月、日本婦人有権者同盟は活動メンバーの減少と高齢化により解散した。

## 概要

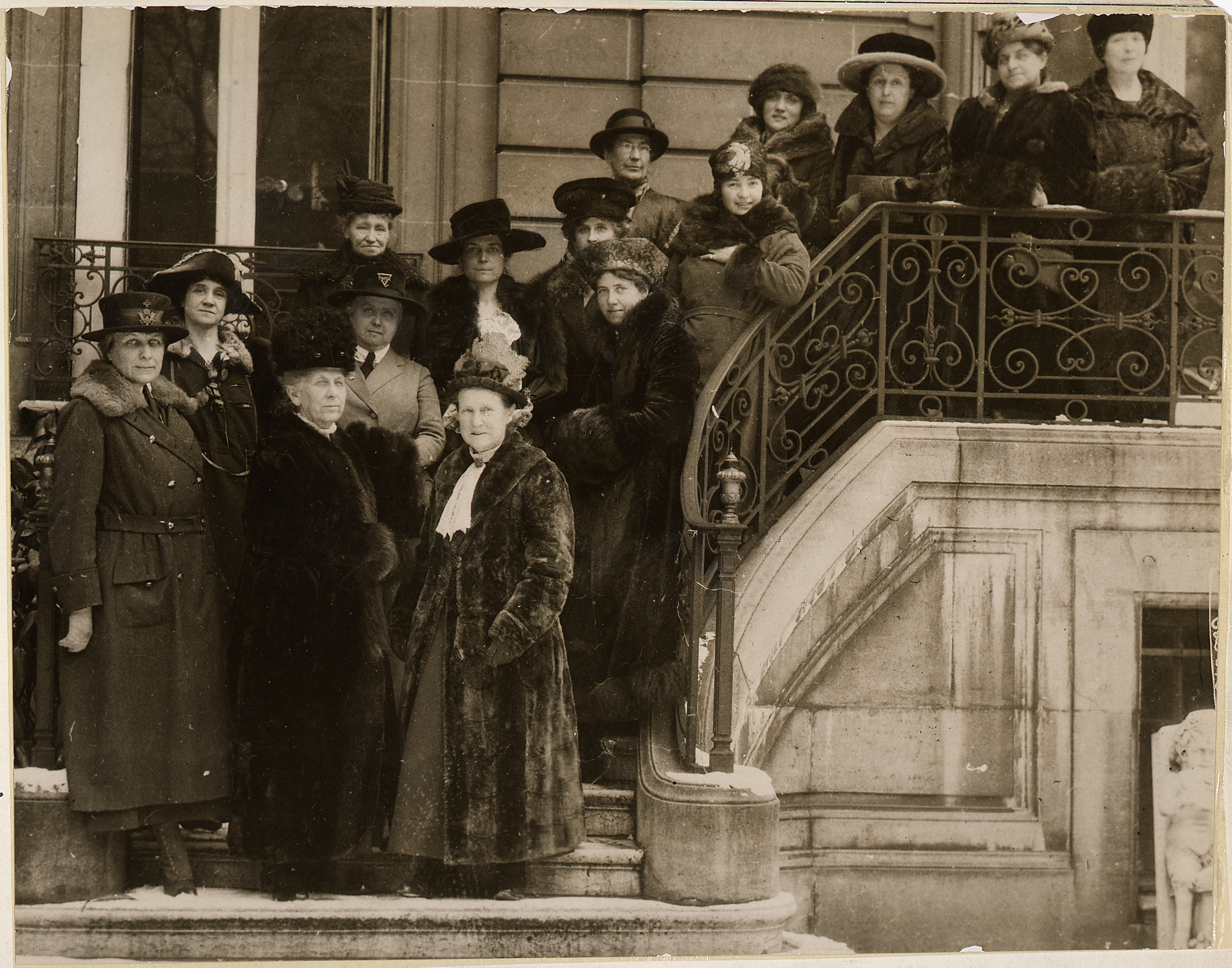
1919年の会議でフランス大統領を表敬訪問した各国代表。和平会議出席を申請する狙いがあった。(1919年2月27日撮影)

この分野において世界で最も早く活動を始めた団体であり、最大規模で影響力の最も強い。創設当時の呼称は国際婦人参政権同盟 (IWSA）といい、世界中から集まったマリー・ストリット（英語）、ミリセント・フォーセット、キャリー・チャップマン=キャット（英語）およびスーザン・B・アンソニーほか、フェミニストの代表が女性の参政権を求めてキャンペーンを行った。なお在任中に初代会長チャップマン=キャットがアメリカで女性有権者リーグ（League of Women Voters）を創設。
公用語に英語とフランス語を採用するIAWの基本原理は、すべての女性と少女が十分に平等に人権を追及することにある。1926年に非政府組織として最高位にある国際連盟と強い絆を築くと、1947年に国連経済社会理事会で一般議決権を得た第4の組織となる。また欧州評議会にも参加権を有し、代表を国連本部（ニューヨーク）、国連事務所（ジュネーブおよびウィーン）、ユネスコ（パリ）あるいは食糧農業機関（ローマ）、欧州評議会 （ストラスブール）に置いている。さらにアラブ連盟（カイロ）や  湾岸諸国会議（リヤド）にも代表を送り、ヨーロッパ女性ロビー（ブリュッセル）でも影響力を発揮。組織代表のジョアンナ・マンガナラは国連代表団長を務める。組織のシンボルカラーの黄色は、女性の権利や女性普通選挙権を象徴する。

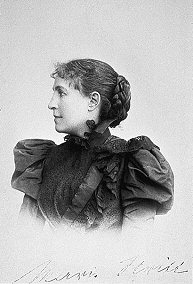
IWSA共同創設者マリー・ストリット（1855-1928）はドイツのフェミニスト

## 沿革

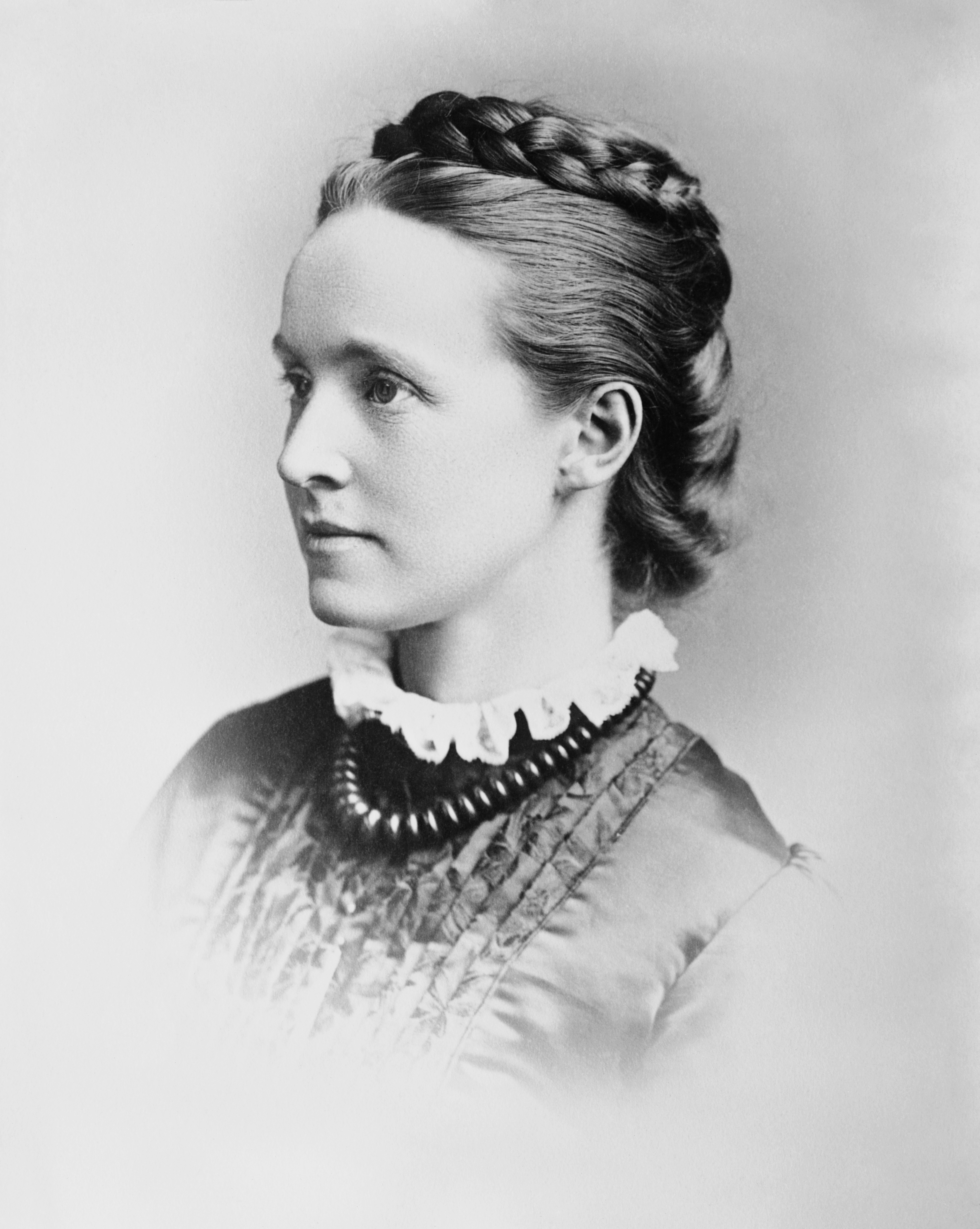
IWSA共同創設者で代表のミリセント・フォーセット （1847-1929）はイギリスの経済学者、女性参政権運動家

1904年にベルリンで設立後、会議はコペンハーゲン (1906年) 、アムステルダム (1908年)、 ロンドン (1909年)、 ストックホルム (1911年) とブダペスト (1913年)で開かれた。フランスの女性普通選挙権運動を代表するフランス婦人参政権組合 (UFSF、1909年2月設立) （英語）をロンドン会議で正式に承認した。また独自の月刊雑誌『Jus Suffragii』を創刊。ミリセント・フォーセットの感化を受け、当初はエミリン・パンクハーストが唱えた女性普通選挙運動に対する戦闘的な姿勢を認めず、1906年のコペンハーゲン会議でWSPU（英語）加盟を否決している。
組織名は1920年代後半に国際女性参政権同盟に変更、1946年に現在の名称である国際女性同盟に改称する。
初代運営陣を構成したのはキャリー・チャップマン=キャット会長以下アニタ・オーグスパーグ第1副会長 (Anita_Augspurg)、ドノバン・ボールデン第2副会長 (Donovan Bolden）とレイチェル・フォスター=エイベリー事務局長 (Rachel Foster Avery)である。

### 会議
| - 第01回：1902年 ワシントンD.C. - 第02回：1904年 ベルリン - 第03回：1906年 コペンハーゲン - 第04回：1908年 アムステルダム - 第05回：1909年 ロンドン - 第06回：1911年 ストックホルム - 第07回：1913年 ブダペスト - 第08回：1920年 ジュネーブ - 第09回：1923年 ローマ - 第10回：1926年 パリ - 第11回：1929年 ベルリン - 第12回：1935年 イスタンブール | - 第13回：1939年 コペンハーゲン - 第14回：1946年 インターラーケン - 第15回：1949年 アムステルダム - 第16回：1952年 ナポリ - 第17回：1955年 コロンボ - 第18回：1958年 アテネ - 第19回：1961年 ダブリン - 第20回 - 第21回：1967年 イギリス - 第22回：1970年 ケーニヒシュタイン（西ドイツ） - 第23回：1973年 ニューデリー |

## 組織

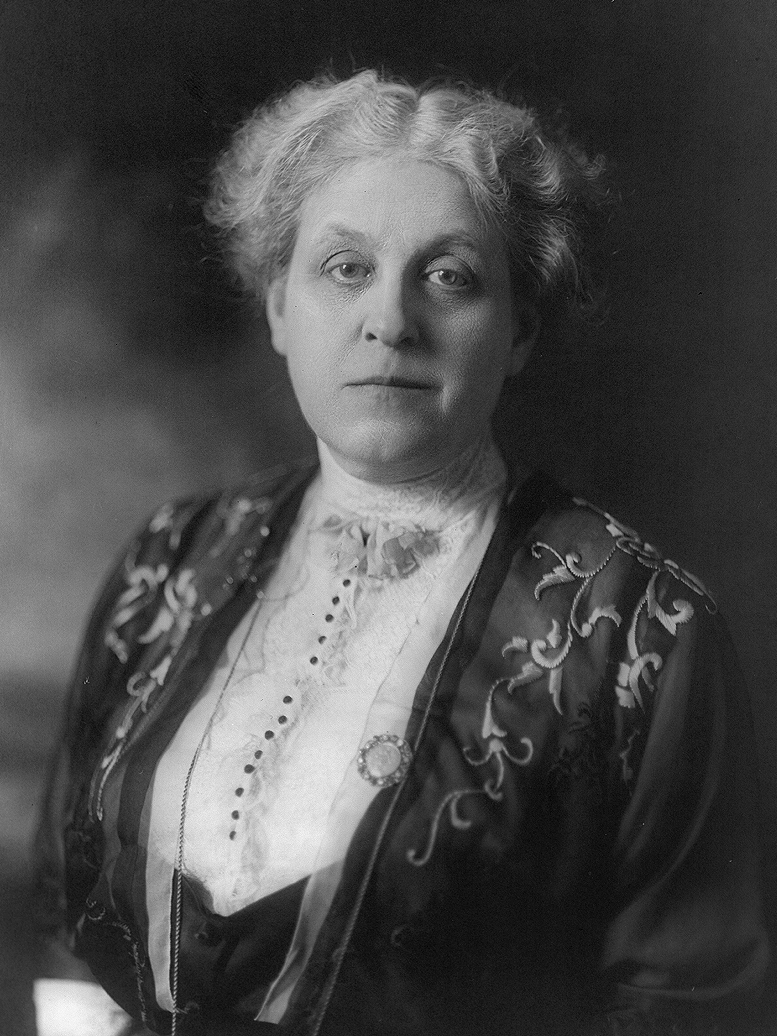
IAW初代会長キャリー・チャップマン=キャット

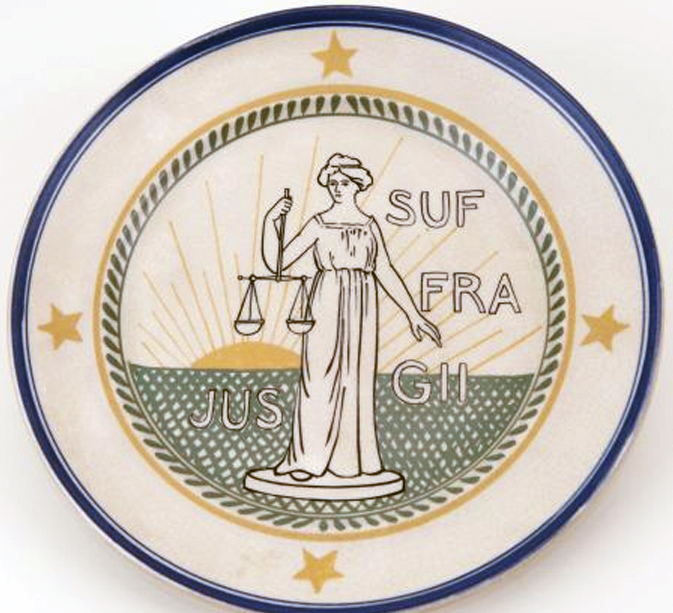
国際婦人参政権同盟（IWSA）の象徴示すプレート。右手に秤を提げる正義の女神とモットー：「Jus Suffragii」（女性参政権）。

3年に一度、加盟団体の母国で国際会議を開催し、代表選挙を行う。現在の連盟代表で国連主席代表はジョアンナ・マンガナラ (Joanna Manganara)。執行理事会理事20名の構成は事務長、監査役、主席副会長のほか地域代表副会長としてヨーロッパ、アラブ諸国およびペルシャ湾岸アラブ諸国連合ならびに南アジアの各1名を含む。

### 歴代会長
1. 1904年–1923年 USA キャリー・チャップマン=キャット（Carrie Chapman Catt）
2. 1923年–1946年 UK マージェリー・コルベット=アシュビー（Dame Margery Corbett Ashby）
3. 1946年–1952年 スウェーデン ハンナ・リド （Hanna Rydh）
4. 1952年–1958年 デンマーク エステル・グラフ （Ester Graff）
5. 1958年–1964年 スリランカ エズリン・ドラニヤガラ（Ezlynn Deraniyagala）
6. 1964年–1970年 パキスタン ベガム・アフメド-イブラヒム（Begum Anwar Ahmed）
7. 1970年–1973年 フランス エディス・アンレプ（Edith Anrep スウェーデン）
8. 1973年–1979年 フランス イレーヌ・デ・リプコウスキ（Irène de Lipkowski）
9. 1979年–1989年 UK オリーブ・ブルーマー（Olive Bloomer）
10. 1989年–1996年 ギリシャ アリス・ヨトポーロス-マランゴポーロス（Alice Yotopoulos-Marangopoulos）
11. 1996年–2004年 オーストラリア パトリシア・ジャイルズ （Patricia Giles）
12. 2004年–2010年 オーストリア ロージー・ヴェルツ （Rosy Weiss）
13. 2010年–2013年 オランダ リダ・ヴェルステゲン（Lyda Verstegen）
14. 2013年–0(現職) ギリシャ ヨアンナ・マンガナラ （Joanna Manganara）

IAWは世界の50以上の団体を代表し、個人会員も多い。IAWが与えられた国連経済社会理事会一般協議資格は非営利組織の最高位であり（1947年）、欧州評議会では参加資格を有する。IAW代表は国連代表部のニューヨークとウィーン、ジュネーブ、パリ、ローマ、ナイロビには、ストラスブールに常駐し、欧州女性ロビー（ブリュッセル）を通じて欧州連合において発言する。現国連本部代表Soon-Young Yoonには、 国連ニューヨーク・女性の社会的地位非政府組織委員会（NGO Committee on the Status of Women, New York）の委員長を務める。

## 加盟団体
IAWが細心の注意を払う対象に、女性に対するあらゆる形態の差別撤廃条約（CEDAW）ならびに付帯事項の批准と実施があり、現状の課題として正義と人権、民主主義、平和、暴力撤廃、健康に取り組む。
| - 関連団体 (正会員) - フランス Association des femmes de l’Europe Méridionale - ハンガリー Feministák Egyesülete (FE) - インド en:All India Women's Conference - パキスタン en:All Pakistan Women's Association - スイス Association Suisse pour les Droits de la Femme - バングラデシュ en:Bangladesh Mahila Samity - フランス CILAF-LFDF - トリニダード・トバゴ en:Coterie of Social Workers - インド Country Women’s Association of India - デンマーク en:Danish Women's Society - ドイツ en:Deutscher Frauenring - ドイツ en:German Association of Female Citizens - ブルキナファソ Fédération des Femmes Burkinabe - ドイツ de:Frauen Netzwerk für Frieden - スウェーデン en:Frederika Bremer Förbundet - エジプト Hoda Chawari Association - イスラエル en:Women's International Zionist Organizationイスラエル連盟 - アイスランド en:Kvenréttindafélag Íslands - 日本 en:League of Women Voters of Japan - ギリシャ Ligue Hellénique pour le Droits des Femmes - リトアニア Lithuanian Women’s Society - アメリカ en:Lucy Stone League - モーリシャス Mauritius Alliance of Women - オランダ Nederlandse Vereniging voor Vrouwenbelangen - ノルウェー en:Norwegian Association for Women's Rights - キプロス Pancyprian Movement Equal Rights & Equal Responsibilities - スリランカ Sri Lanka Women’s Conference - クウェート Union of Kuwaiti Women’s Associations - フィンランド Unioni Naisasialiito Suomessa Ry - オーストラリア en:Women's Electoral Lobby - ザンビア Zambia Alliance of Women | 関連団体 - セルビア Alliance of Women of Serbia - コンゴ民主共和国 Action Sociale pour le Développement Intégral de la fille et de la femme congolaise - マリ Association pour le Planning Familial et l’Epanouissement de la Femme - オーストリア Autonomes FRAUENzentrum - カメルーン Bali Women’s Union of Farming Groups - クロアチア Croatian Alliance of Women IWAD - エジプト Egyptian Society for the Development of Local Communities - コンゴ民主共和国 Fédération de Femmes pour la Paix et le Développement - コンゴ民主共和国 Femmes rurales contre la violence et les maladies sexuellement transmissibles - アメリカ Fund for Women in Asia - イギリス Josephine Butler Society - トーゴ La Colombe - オーストラリア League of Women Voters of Victoria - フィリピン Metro Manila Council of Women Balikatan - 南アフリカ Mmabatho Foundation Women’s Development - ニジェール ONG-SAPHTA - バングラデシュ Platform of Women’s Empowerment and Rights - ブルキナファソ Promo Femmes/Développement Solidarité - インド Saroj Nalini Dutt Memorial Association - ウガンダ Slum Aid Project - イギリス Sri Lanka Women’s Association UK - オーストラリア Union of Australian Women (Victoria) Inc. - ジンバブエ Women’s Comfort Corner - フィリピン Women’s Rights Movement of the Philippines |

## 出版物

### 機関誌
「国際婦人参政権ニュース：IWSA月報」
初版の出版地はロンドン、発行期間は1917年—1920年。英仏2ヶ国語で発行され、フランス語版の出版地はスイス（ジュネーブ）。
「Jus suffragii ：IWSA月報」
- International Woman Suffrage Alliance (1906). Jus suffragii : monthly organ of the International Woman Suffrage Alliance (マイクロフィッシュ ed.). IDC. NCID AA11290655 - 合本。第1巻第1号 (1906年7月15日)—第11巻第3号 (1916年12月1日)

- International Woman Suffrage Alliance (1913). Jus suffragii : monthly organ of the International Woman Suffrage Alliance (再版 ed.). ラウトレッジ. NCID AA11822277 - 合本。第7巻第10号 (1913年7月15日)—第11巻第3号 (1916年12月1日)

- International Woman Suffrage Alliance (1917). The international woman suffrage news : the monthly organ of the International Woman Suffrage Alliance (マイクロフィッシュ ed.). IDC. NCID AA11290688 - 第11巻第4号（1917年1月1日）以降。フォーセット女性学ライブラリーシリーズ（Fawcett Library on women's studies）
- International Woman Suffrage Alliance (1917). The international woman suffrage news : the monthly organ of the International Woman Suffrage Alliance (再版 ed.). ラウトレッジ. NCID AA11822288 - 合本。第11巻第4号（1917年1月1日）から第14巻第11号（1920年9月）まで。

国際会議報告書
- International Woman Suffrage Alliance (1920). Percy Brothers NCID BB21941325 - 「第8回国際婦人参政権同盟（IWSA）会議報告書（1920年6月6日–12日、スイス、ジュネーブ）」
- International Woman Suffrage Alliance (1923). s.n., B. G. Teuber NCID BB22504949 - 「第9回国際婦人参政権同盟（IWSA）会議報告書（1923年5月12日–19日、イタリア、ローマ）」